# 中央研究院化學研究所

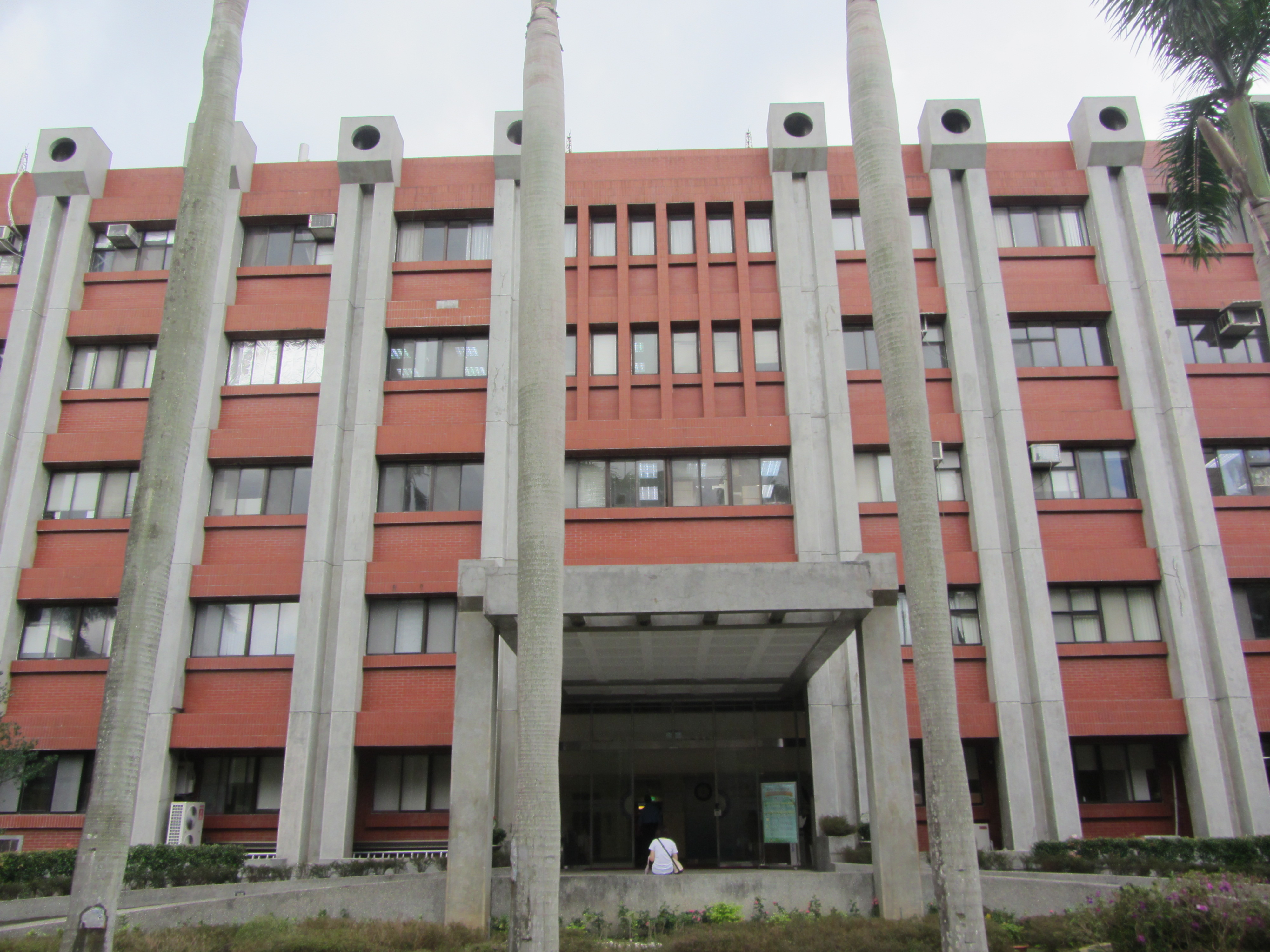
中央研究院化學研究所（錢思亮館）

中央研究院化學研究所，簡稱中研院化學所，中華民國中央研究院的附屬研究機構，現位於中央研究院在臺北市南港區的院區。

## 歷史
中央研究院化學研究所是中央研究院於1928年7月成立於南京時最早設立的其中一個研究所，由位於上海的理化實業研究所化學組改制而成。不過中央研究院遷往台灣時化學研究所並未隨之遷往台灣。1957年4月化學研究所在台灣復所。

## 歷任所長
| 任次 | 姓名   | 任期           |
| 所長 | 所長   | 所長           |
| ---- | ------ | -------------- |
| 5    | 魏喦壽 | 1957年－1972年 |
| 6    | 陳朝棟 | 1973年－1979年 |
| 7    | 林渭川 | 1979年－1985年 |
| 代理 | 彭旭明 | 1985年－1987年 |
| 8    | 周大紓 | 1987年－1996年 |
| 代理 | 陶雨台 | 1996年－1997年 |
| 9    | 陳長謙 | 1997年－1999年 |
| 代理 | 周大新 | 1999年－2001年 |
| 10   | 陸天堯 | 2001年－2004年 |
| 代理 | 陳長謙 | 2004年－2005年 |
| 11   | 陶雨台 | 2005年－2011年 |
| 12   | 王 寬  | 2011年－2013年 |
| 代理 | 陶雨台 | 2013年         |
| 13   | 陳玉如 | 2013年－2019年 |
| 代理 | 陳玉如 | 2019年－2021年 |
| 14   | 吳台偉 | 2021年－       |

## 研究領域

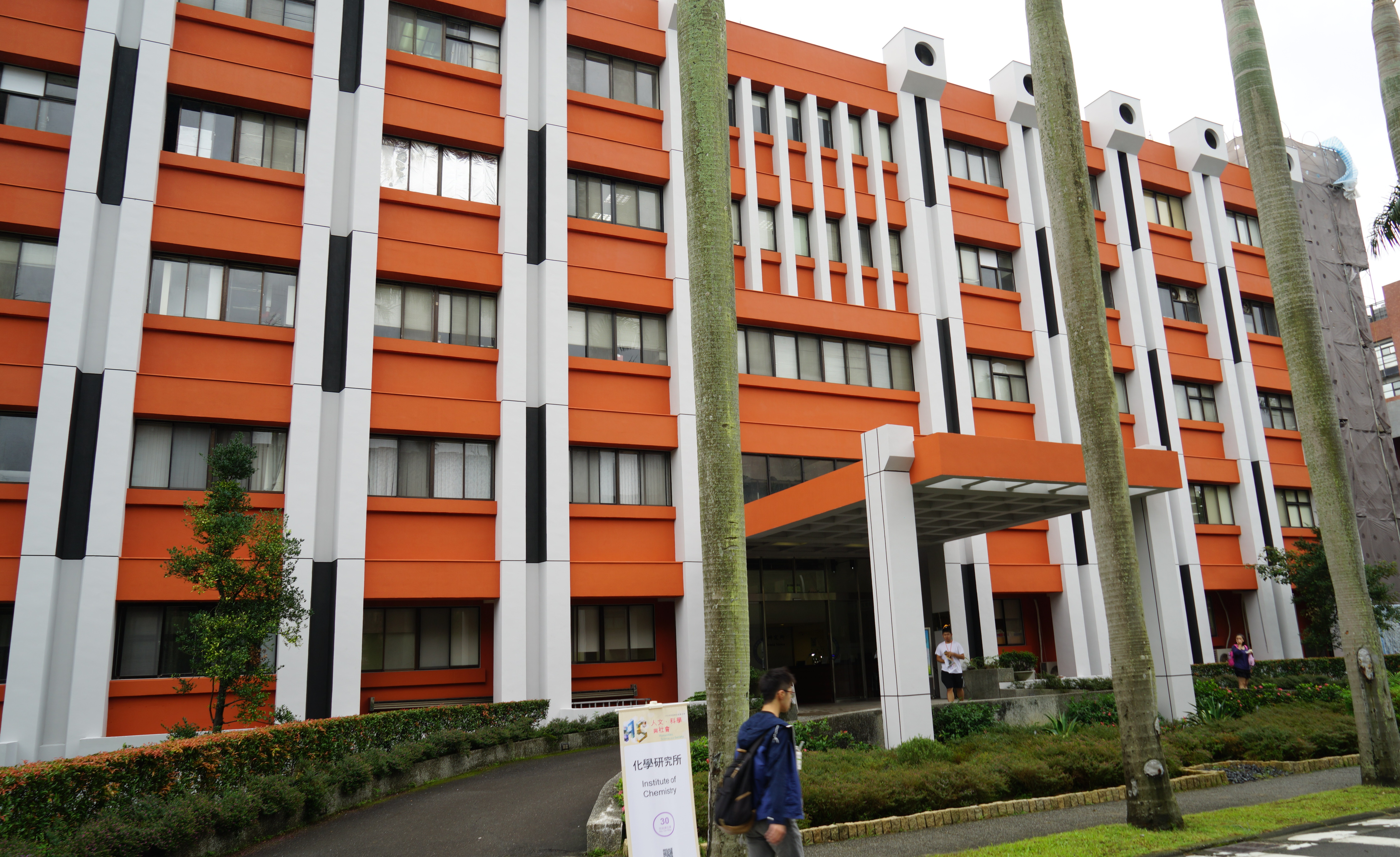
中研院化學研究所外觀。

中央研究院化學研究所近年的主要研究方向為材料化學、催化反應、化學生物學。

## 外部連結
- 中央研究院化學研究所網頁 （页面存档备份，存于）